# Cargolet dels cactus
El cargolet dels cactus (Campylorhynchus brunneicapillus) és una espècie d'ocell de la família dels troglodítids (Troglodytidae) que habita els matollars dels deserts, amb cactus o iuca. Des del sud de Califòrnia, sud de Nevada, sud-oest de Utah, Arizona, Nou Mèxic i Texas cap al sud fins al sud de Baixa Califòrnia, Sonora, nord-oest de Sinaloa, Michoacán, Hidalgo i Tamaulipas.